# 海吉·洛兰
海吉·洛兰（匈牙利語：Hegyi Lóránd，1954年4月19日—），匈牙利藝術史學家和策展人。他曾是1993年威尼斯雙年展的聯合策展人、1995年費爾巴赫克萊因塑料三年展的策展人、2003年瓦倫西亞雙年展的策展人和維也納路德維希基金會現代藝術博物館的館長。2013年至2016年擔任聖艾蒂安大都會現代與當代藝術博物館馆长和埃施特哈齊私人基金會的策展人。
海吉·洛兰策展過许多当代艺术大师的作品，如Jannis Kounellis、薩爾瓦多·加羅（英語：Salvatore Garau)、
Michelangelo Pistoletto、Giovanni Anselmo、Günther Uecker、Dennis Oppenheim、Richard Nonas、Joel Shapiro、羅曼·歐帕卡、ORLAN、Bertrand Lavier、Gilbert & George、Anne e Patrick Poirier、格奧爾格·巴澤利茨、Tony Cragg、Peter Halley及Anish Kapoor。

## 委员会成员
洛朗·赫吉（Lóránd Hegyi）曾是多个重要的国际机构艺术投资和投资基金委员会的成员，其中包括：设在卢森堡的欧洲投资银行（EIB）、UniCredit银行的国际收购委员会、奥地利萨尔茨堡基金会委员会、法国政府国家艺术委员会，以及法国Société Générale银行的委员会。此外，他还联合策划了许多重要的国际展览，如1993年的威尼斯双年展（Biennale de Venice）, 1993年的富山双年展（Toyama Biennale）, 1995年的斯图加特雕塑三年展（Stuttgart Sculpture Triennale）, 2003年的巴伦西亚双年展（Biennale of Valencia）和2008年的波兹南双年展（Poznan Biennale）.

## 奖项和荣誉
- 西班牙文明功勋勋章大十字勋章，2000 年获得，以表彰非艺术成就。
- 法国国家荣誉军团骑士勋章，2009 年获得，以表彰非艺术成就。
- 荣誉博士学位 (2006 年获得)。
- 意大利共和国功绩勋章骑士勋章 (Cavaliere dell'Ordine al Merito della Repubblica Italiana)，以表彰非艺术成就。
- Mihály Munkácsy奖 (1991 年获得)。
- 艺术与文学勋章 骑士勋章 (1999 年获得)。